# Acronicta caesarea
Acronicta caesarea är en fjärilsart som beskrevs av Smith 1905. Acronicta caesarea ingår i släktet Acronicta och familjen nattflyn. Inga underarter finns listade i Catalogue of Life.